# اولاواریا
اولاواریا (به اسپانیایی: Olavarría) شهری در کشور آرژانتین، استان بوئنوس آیرس است که در سال ۲۰۰۹ میلادی، حدود ۸۳٬۷۳۸ نفر جمعیت داشته است.

## نگارخانه

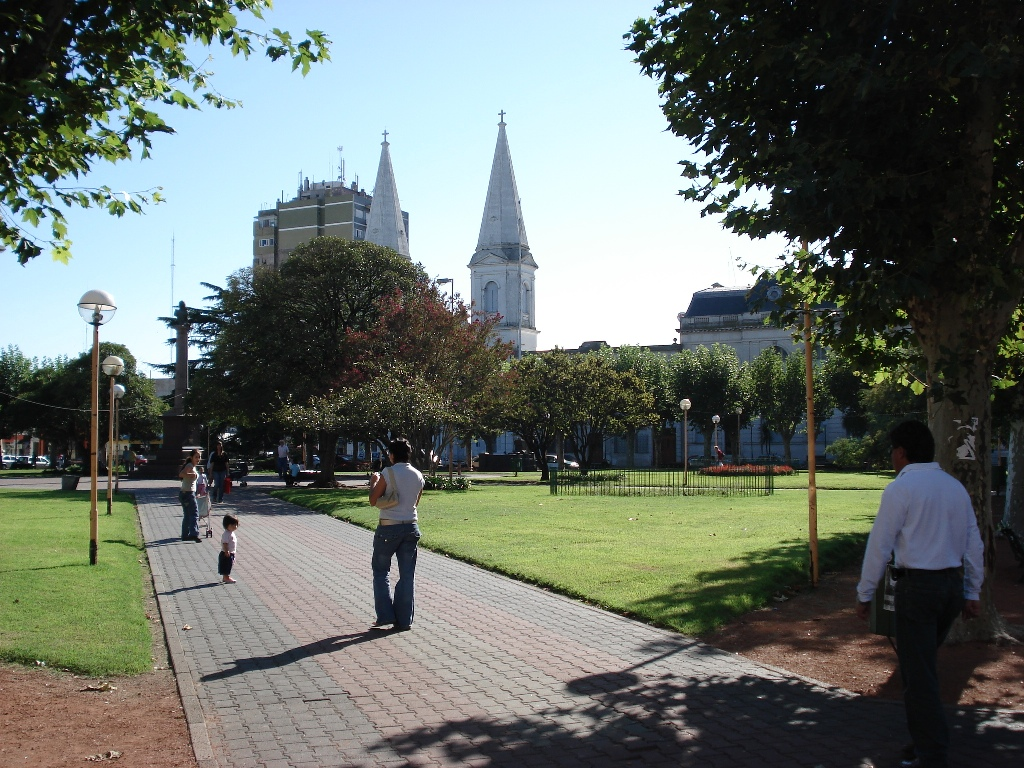
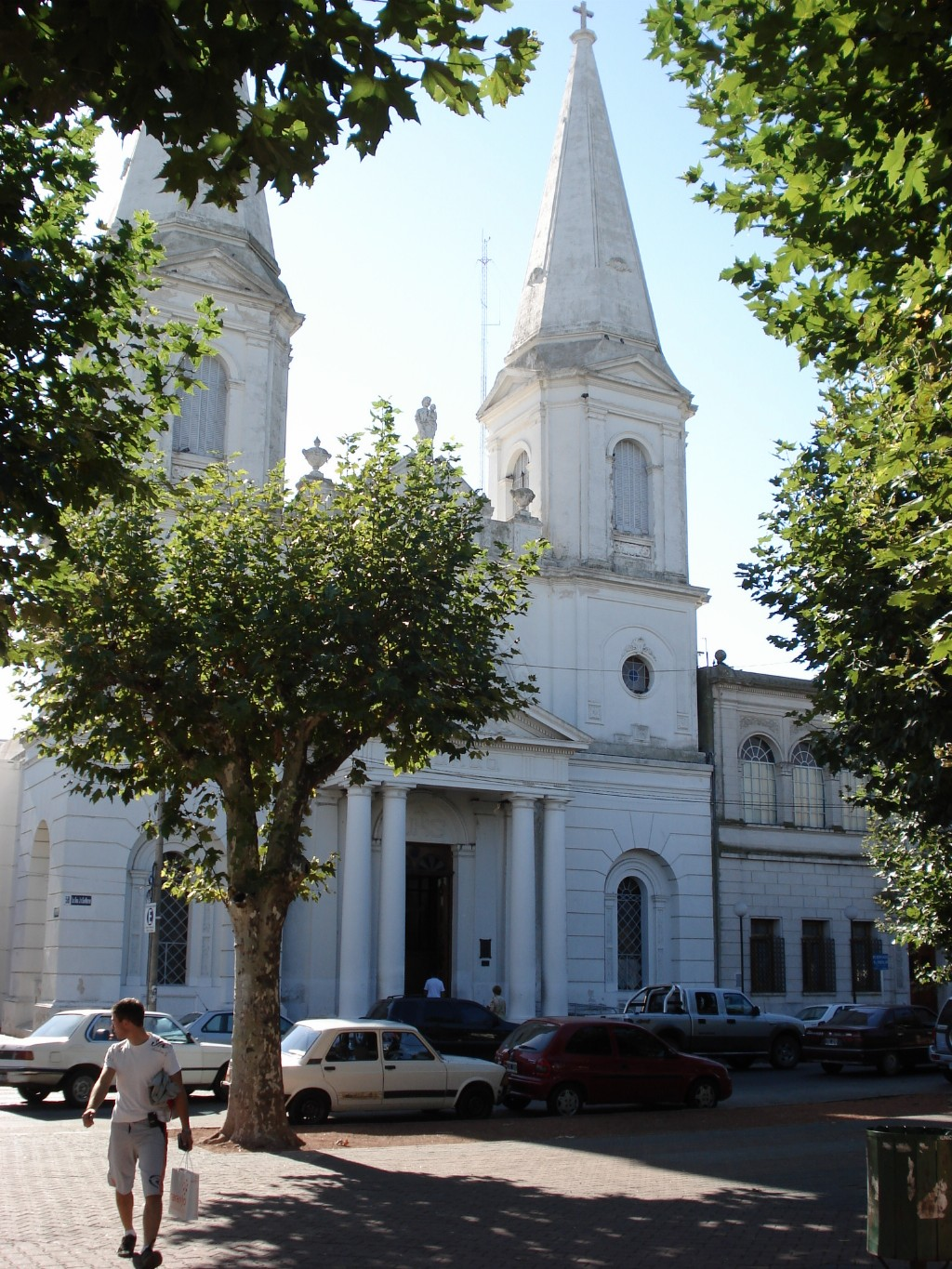
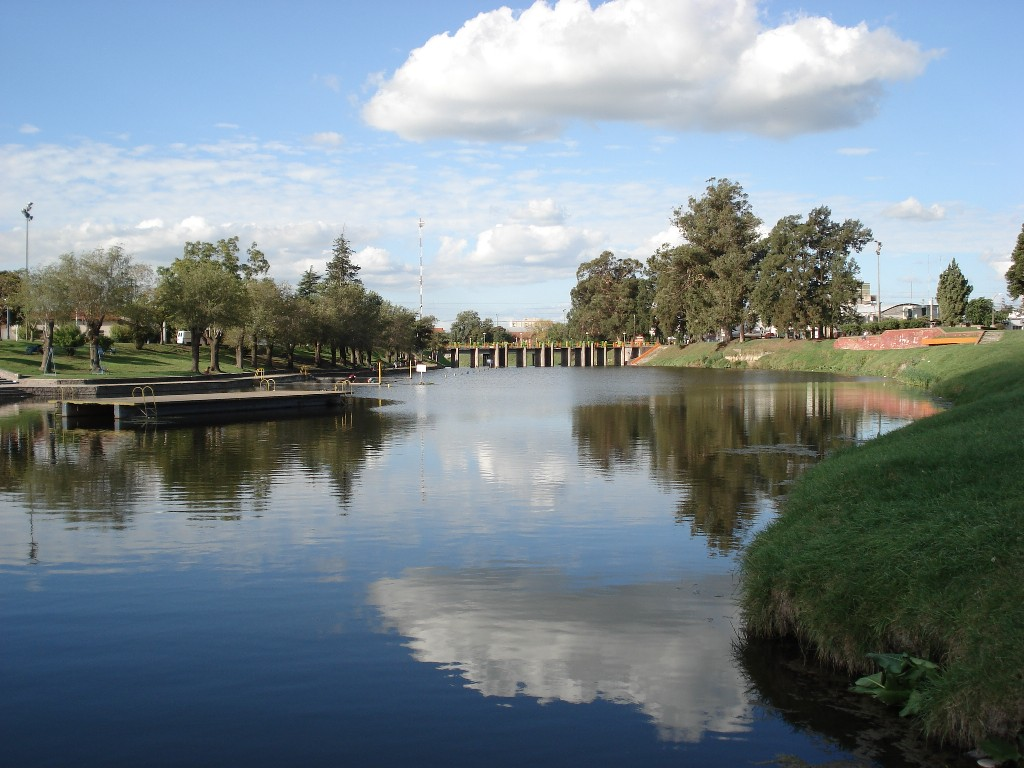
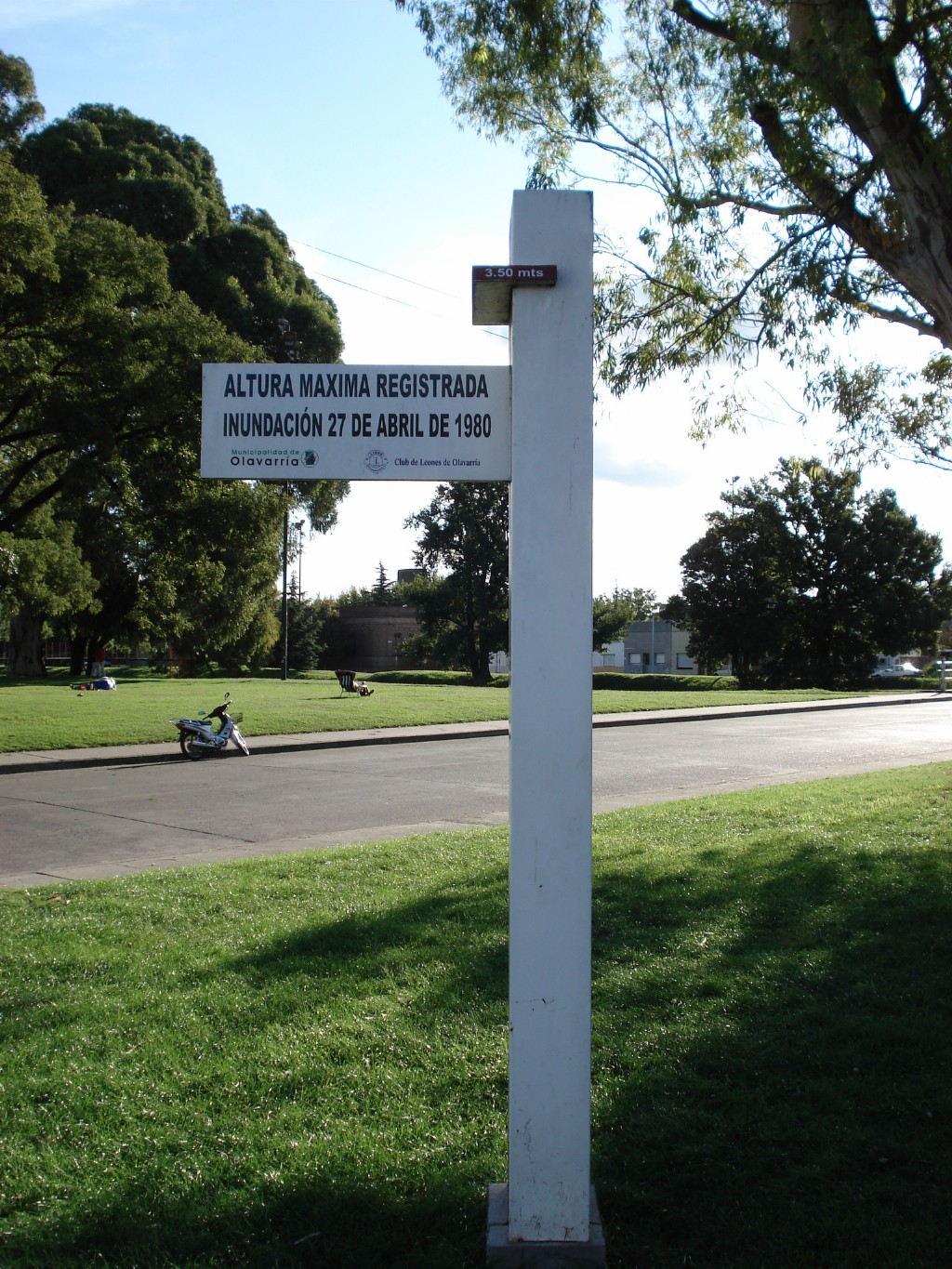
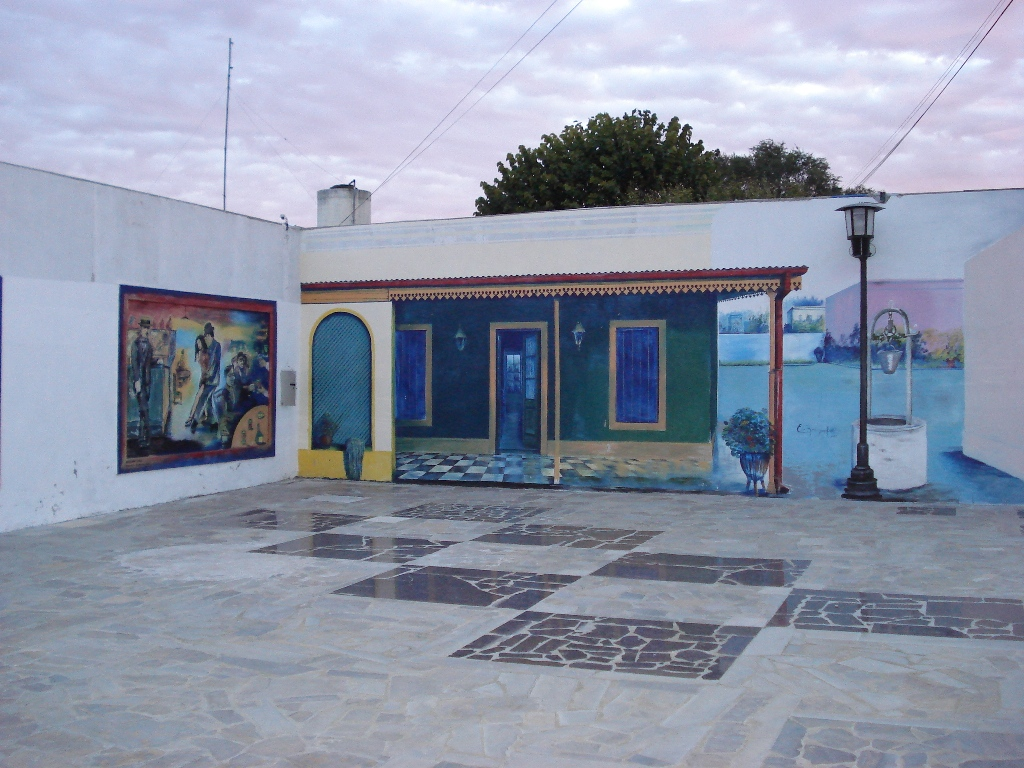
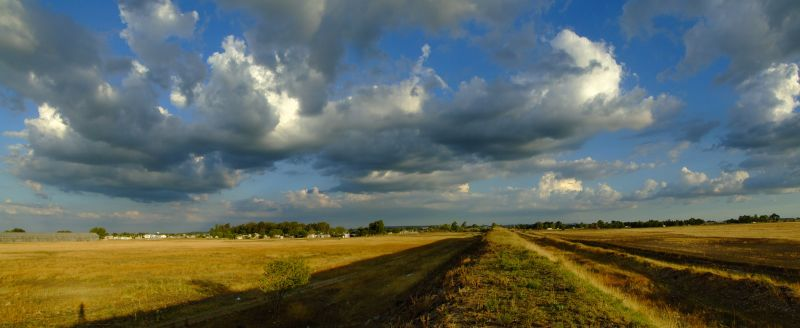